# Praha-Braník (nádraží)
Praha-Braník je železniční stanice v Praze v městské části Praha 4, ve čtvrti Braník na adrese Pikovická 869/2, na neelektrifikované železniční trati 210 z Prahy-Vršovic přes Vrané nad Vltavou do Čerčan nebo na Dobříš, mezi stanicí Praha-Krč a zastávkou Praha-Modřany, na kilometru 8,8 (počítáno od Vršovic). Do roku 2004 zde některé vlakové spoje i začínaly a končily. V roce 2016 bylo v rámci modernizace tratě nádraží kompletně zrekonstruováno.
Nádraží bylo zprovozněno roku 1882 jako součást lokální dráhy Nusle – Modřany, zřízené společností České obchodní dráhy. Původní název nádraží byl Braník-Hodkovičky. V roce 1922 byl Braník připojen k Velké Praze. Dne 22. května 1937 byla stanice přejmenována na Braník a v květnu 1942 získala současný název.
Původně bylo nádraží dvojkolejné, později (v roce 1937) bylo rozšířené na čtyři koleje. Ze čtvrté (dnes třetí) koleje vycházela vlečka do blízkého branického pivovaru. Tříkilometrová vlečka do podolské cementárny (tzv. Isidorka) byla v provozu v letech 1898–1945 a v letech 1919–1922 sloužila i osobní dopravě, vycházela z první koleje. Dnes již je vlečka kompletně zlikvidována, kolej ze které vycházela je těsně před železničním přejezdem ukončena zarážedlem. V letech 1986–1991 byla z důvodu přestavby Modřanské ulice postupně přeložena část trati u modřanského zhlaví.
Při rekonstrukci nádraží v roce 2016 byla vybudována nová nástupiště dle evropských norem se zábradlím, zrušeny již nevyužívané vlečky, a provedeno mnoho dalších úprav. Nově má nádraží tři koleje a dvě nástupiště. Stanice nemá podchod, zastřešení nástupišť ani přístřešky na nástupištích.
Na nádraží se díky jeho poměrně velké rozloze přístupné veřejnosti a malému využití konají akce ČD, například oslavy Dne železnice. Vyjíždějí odtud jízdy historických vlaků s parními lokomotivami.
Téměř přímo nad nádražím prochází Branický most, trať na mostě však nenavazuje na nádraží, ale vede nad ním a připojuje se k trati 210 východním směrem do Krče. Do budoucna se uvažuje na této větvi o zřízení zastávky Praha-Braník horní koleje pro příměstskou železniční dopravu.
V blízkosti nádraží je první pražský moderní přestupní terminál městské hromadné dopravy,[zdroj?] zastávky v něm mají název Nádraží Braník. Jeho součástí je zejména tramvajové obratiště a obratiště městských autobusů, od doby prodloužení tramvajové trati do Modřan jen slabě využívané. Terminál městské hromadné dopravy je nyní využíván podstatné méně než v minulosti, vybavení obratišť i zastřešení nástupišť MHD chátrá. Při prodloužení tramvajové trati do Modřan přibyl ještě pár nácestných tramvajových zastávek.
17. prosince 2019 bylo na ploše mezi tramvajovými zastávkami a vlakovým nádražím otevřeno bezplatné nehlídané parkoviště P+R s kapacitou 115 automobilů.
V červenci 2016 byla kolem nádraží nově zavedena zelená turistická značená trasa 3129 z Malé Chuchle k Hálkovu pomníku v Dolních Břežanech.

## Fotogalerie

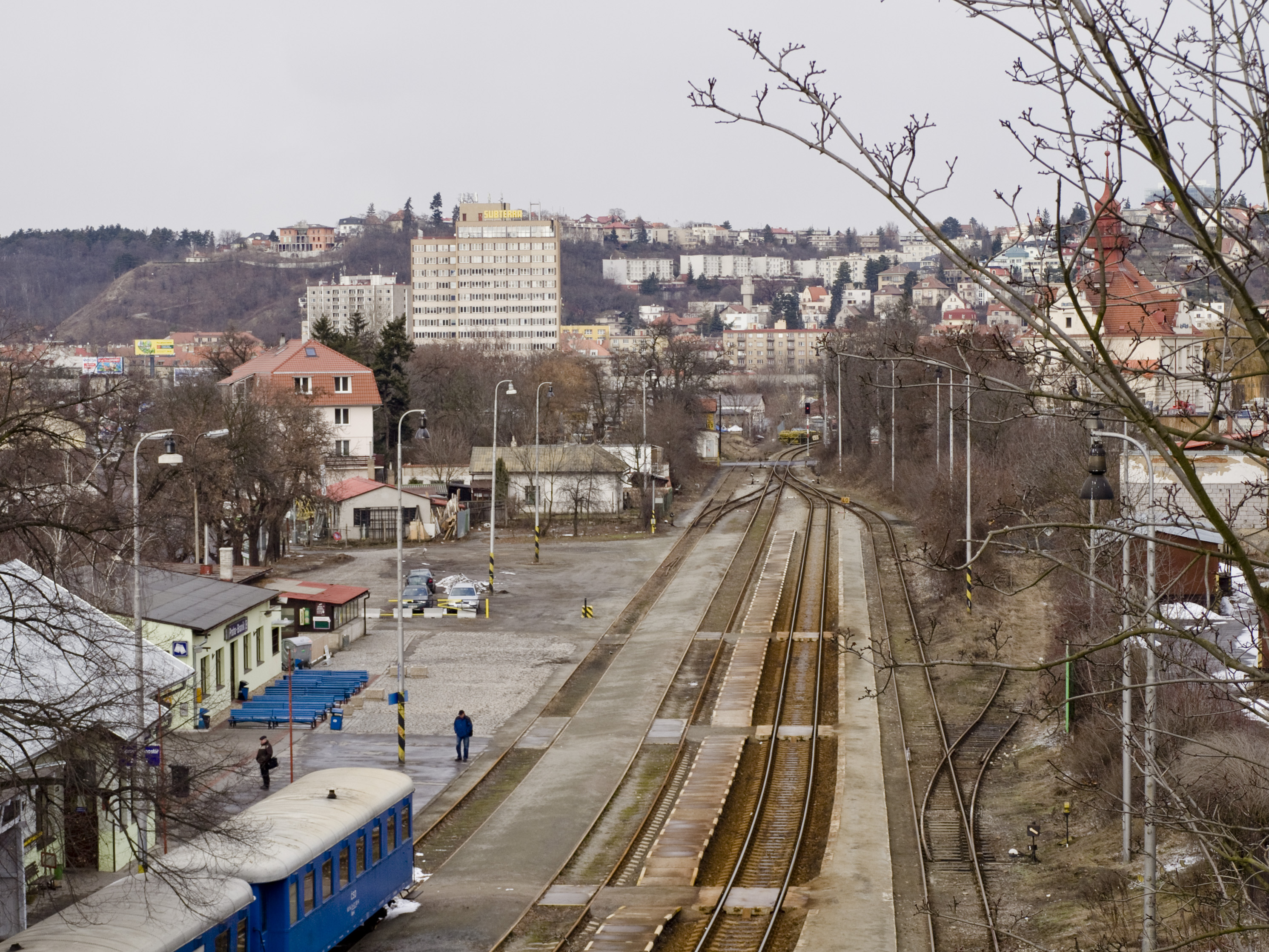
Pohled na nádraží před rekonstrukcí
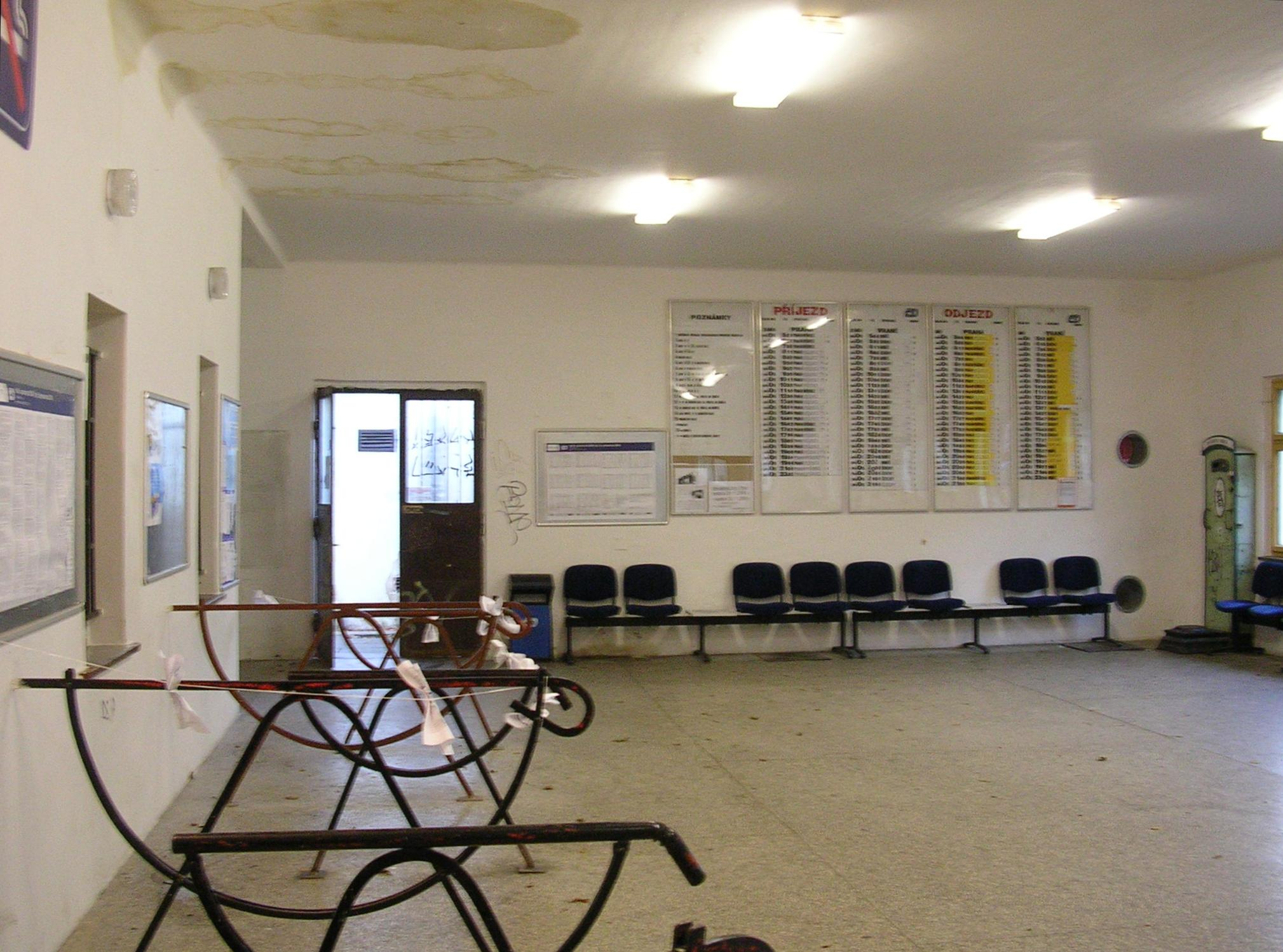
Interiér stanice
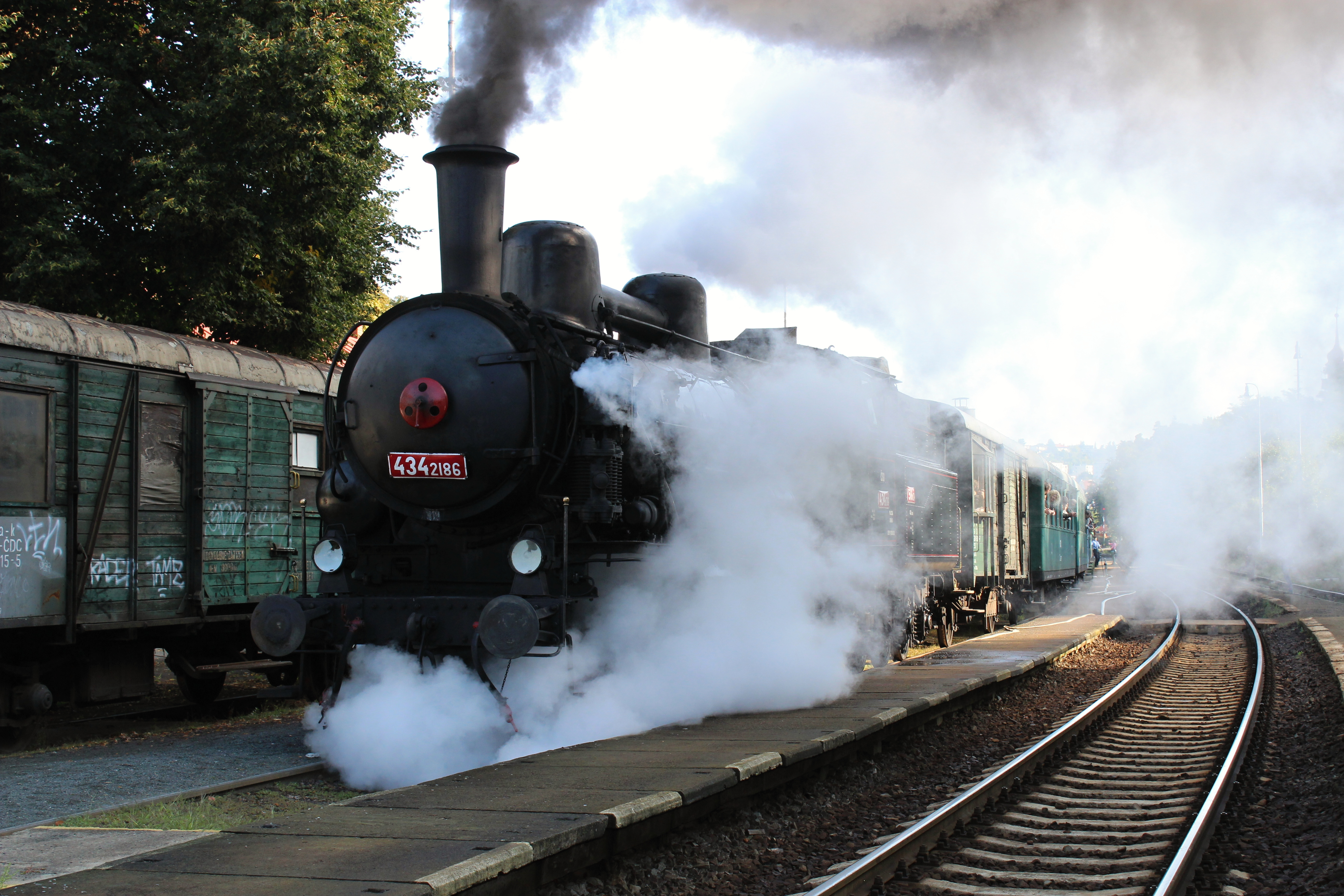
Parní lokomotiva 434.2186 (434.3186) Čtyřkolák na čele nostalgického vlaku
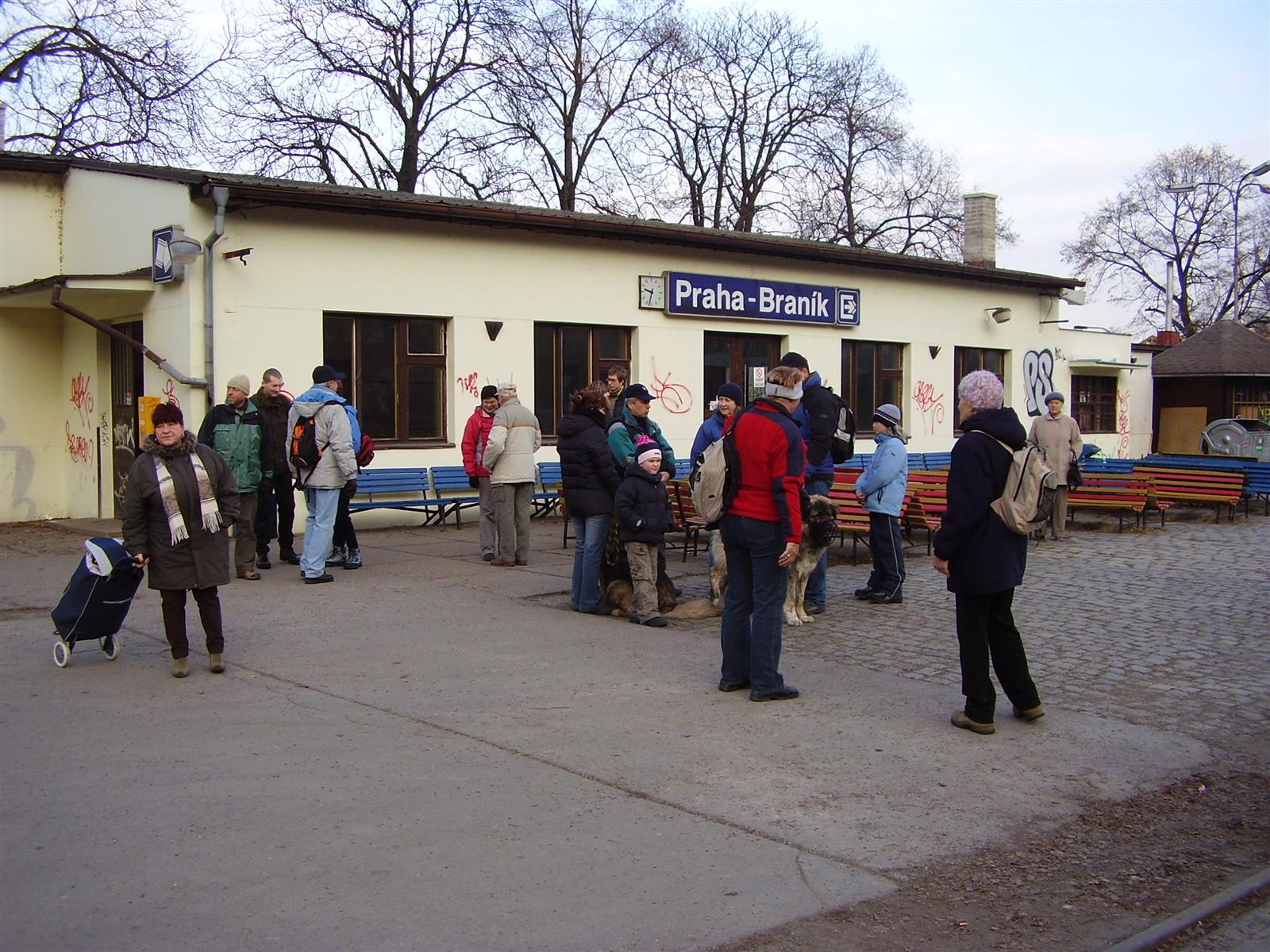
Nádražní budova s cestujícími
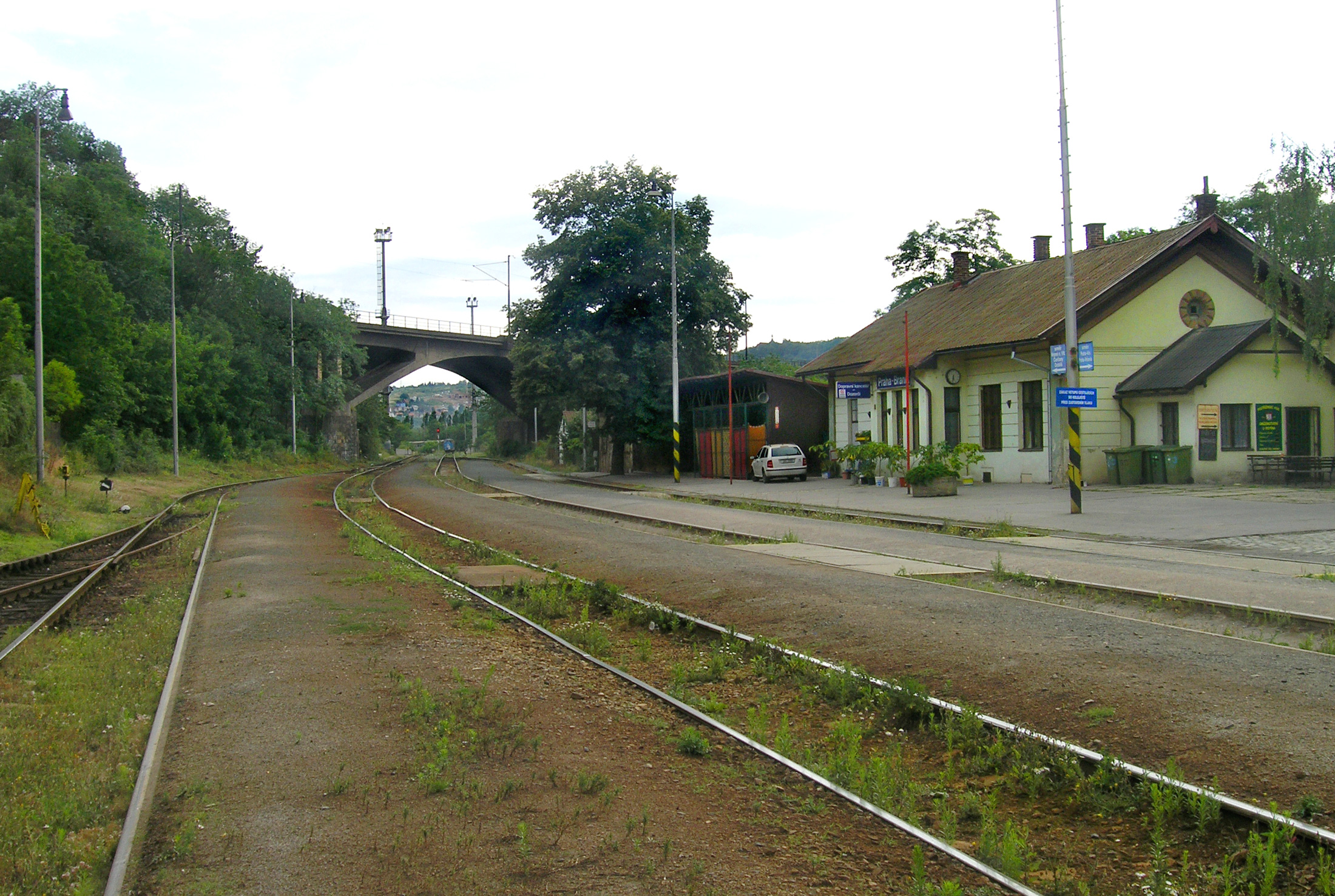
Kolejiště se staniční budovou
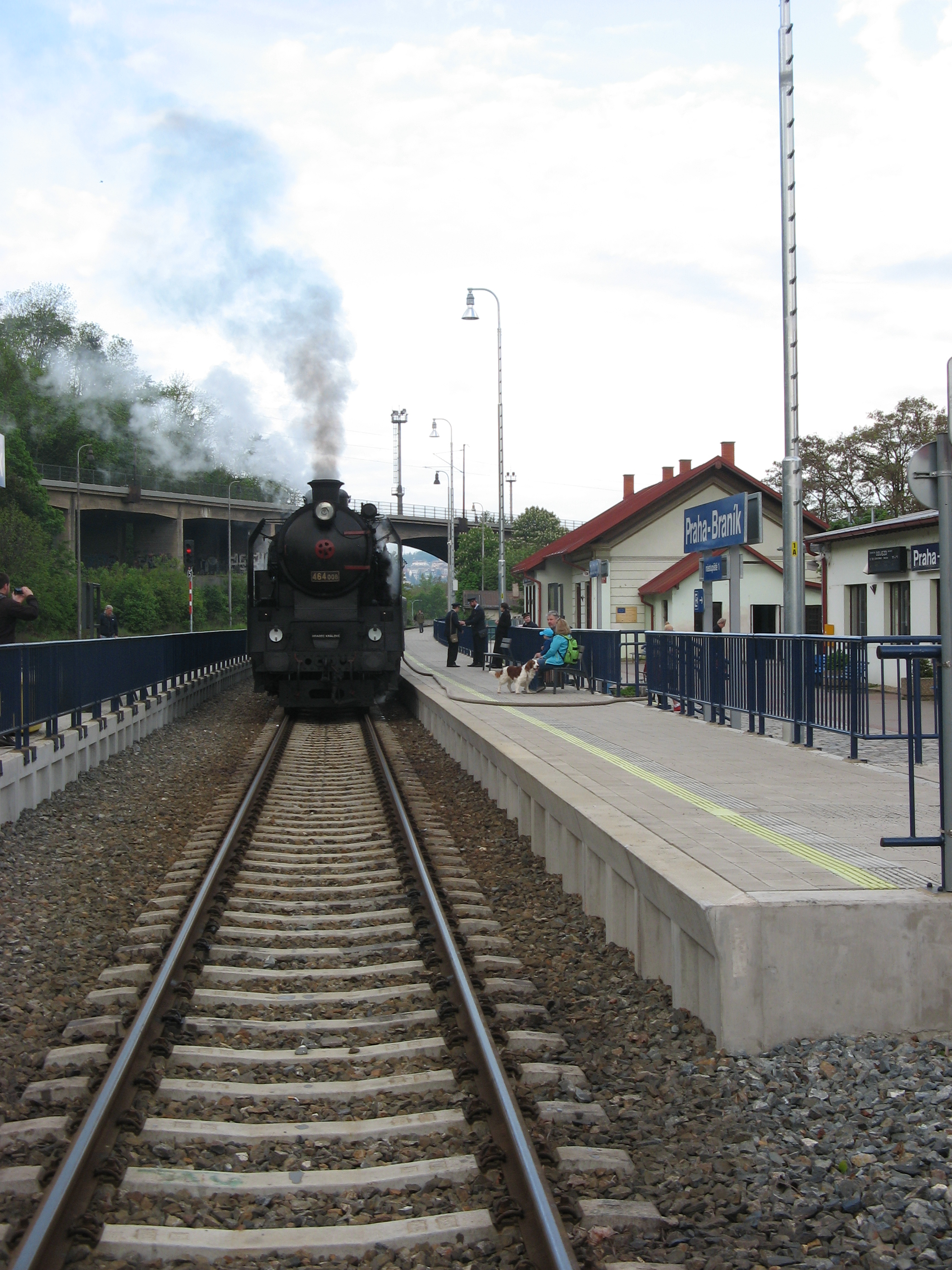
Kolejiště po rekonstrukci, nostalgický vlak vedený lokomotivou 464.008